# ما ييتزو
ما ييتزو (التقليدية: 馬依澤، المبسطة: 马依泽, ca. 910 - 1005)
 مسلم من هوي الصينية المسلمة عمل في الفلك كان يشغل كرئيس مسؤول في المرصد الفلكي خلال حكم اسرة سونغ.
في أوائل القرن العاشر الميلادي، كان الإمبراطور الصيني من أسرة سونغ يشجع على النهوض بدراسة علم الفلك والتخصصات ذات الصلة. في عام 961 عين الإمبراطور تاي تسو (r. 960-976) ما ييتزو (910?-1005) يتولى الرئاسة رسميا مرصد الدولة أن ذاك.
ما ييتزو استطاع وبمساعدة وانغ تشونا في تجميع عدة أعمال فلكية، بما في ذلك Yingtianli (التقويم من المراسلات السماواية). كان عمله لتوفير مراقبة وحساب الاطراد في الظواهر السماوية، وذلك باستخدام الأساليب الإسلامية. النتائج التي توصل إليها كانت تستخدم من قبل وانغ تشونا في تجميع Yingtianli التي أنجزت في 963. بالاستناد إليها استطاع من حساب إلى الأيام السبعة في الأسبوع بنظام مماثل في التقويم الإسلامي، اعتمد لأول مرة في هذه الوثيقة، والتي كان من أهمها التواجد في التاريخ الصيني من أساليب التقويم.
ما ييتزو قد استشار العديد من الأعمال الإسلامية في علم الفلك الرياضي في الصينية، بما في ذلك:
- كتاب الزيج [Al-Battani sive Albatenii] مولفات فلكية]، 880، أبوعبدال الله البطاني ]-[اللاتينية: Albategni أو Albatenius], 858-929
- al-Zij آل سابي [الصابئة الجداول]
- كتاب البروج المتتالية  [في المعارج من علامات البروج]
- كتاب أقدر آلاتصالات  [على كميات الفلكية التطبيقات][3]

فمن الممكن أن ما أثر به البطاني والهمداني.كان سبب في مساهمة تجميع 'Yingtianli'، ما ترك إرثا عظيما لأبنائه في وقت لاحق نجحت موقفه مع المرصد الإمبراطوري.

## وصلات خارجية
- Al-Battani ، (858?-929) و ما ييزي (910?-1005)
- أسرة سونغ